# Cacaio
João Carlos Santos do Amaral  (Lages, 25 de agosto de 1967), mais conhecido como Cacaio, é um ex-futebolista e atual treinador de futebol brasileiro.
Notabilizou-se em especial por Itaperuna e no antigo Porto Alegre, clube que o originara; pela dupla Paysandu (no qual terminou campeão e artilheiro da série B do Brasileirão de 1991) e Remo (no qual venceu como jogador e como treinador o campeonato paraense); e pelo América de São José do Rio Preto, com o qual foi recorrente goleador do elenco no campeonato paulista.
Nos demais clubes em que jogou, também teve momentos de brilho por Santa Cruz, Guarani, Vila Nova (vencendo a Série C com a equipe goiana em 1996), Nacional (no qual foi campeão da terceira divisão paulista em 2000) e Treze, no qual integrou o início da campanha campeã paraibana de 2001. Como treinador, obteve reconhecimento sobretudo no futebol do Pará.

## Como jogador

### Características
Chamado desde a infância como Cacaio e sem saber explicar como esse apelido surgiu, na década de 1980 ele tinha a autoavaliação de ser um ponta sem tantos gols, preferindo servir um bom passe a um companheiro; também não se julgava um bom cabeceador. Mas era reconhecido pela velocidade mesmo com porte físico robusto, sendo de especial valia para contra-ataques, dado seu rápido arranque - normalmente, pelo flanco direito.
Embora sua técnica geral fosse apontada como mediana, Cacaio também era visto como grande driblador em velocidade. Essas qualidades o faziam sobressair-se e/ou ser publicamente temido por adversários como Jorginho, que em dado duelo em 1988 teria levado "um banho" do ponta; Mazinho, que em 1989 chegara a prometer marcação cuidadosa sobre o atacante; ou Leonardo, a reconhecer em 1990 que "esse Cacaio é brabo". Esses três adversários viriam a compor a seleção brasileira vencedora da Copa do Mundo FIFA de 1994.
Gradualmente, Cacaio tornou-se centroavante, caracterizado por um posicionamento mais fixo na área, para aproveitar rebotes. Começou a ser reconhecido como goleador, detendo inclusive, pelo Paysandu, a artilharia da série B do Brasileirão de 1991. Seus quatorze gols marcados em uma só edição, naquela, começaram a ser superados somente a partir de 1999.

### Brilhos por Pinheiros e Porto Alegre
Cacaio foi revelado pelo antigo Pinheiros. Este clube formaria em 1989 o atual Paraná após fundir-se com o Colorado. No Pinheiros, Cacaio disputou a a Copa São Paulo de Futebol Júnior de 1985, na qual a equipe eliminou o Bayern Munique ao derrota-lo por 3-0, além de destacar-se também contra tradicionais adversários paulistas: contra o Santos, treinado por Del Vecchio, Cacaio e os paranaenses perderam por apenas 1-0 na Vila Belmiro, na estreia; nos mata-matas, Cacaio e colegas foram eliminados apenas na prorrogação pelo São Paulo, em jogo na Vila Belmiro no qual o Tricolor foi beneficiado com a não-marcação de um pênalti devido ainda no tempo normal ao Pinheiros.
Uma vez profissionalizado pelo Pinheiros, chegou a ser emprestado ao Londrina. Deixou o futebol do Paraná ao ser negociado no início de 1987 com o Porto Alegre, por sua vez um dos clubes dariam origem ao atual Itaperuna, após fundir-se dali a uns anos com o time do Unidos e o do Comércio e Indústria. O Porto Alegre estreava naquele ano na primeira divisão carioca. Então ponta-de-lança, Cacaio era considerado uma das principais apostas dos novatos, sendo comprado junto ao Pinheiros por 1 milhão e 300 mil cruzados.
Treinado por Lula, Cacaio era um dos destaques de uma equipe que vinha tendo um início surpreendente no qual se posicionava nas primeiras colocações, derrotando Flamengo e America, clube que havia sido recentemente semifinalista do campeonato brasileiro do ano anterior. Em 2021, Cacaio seguia recordando os desdobramentos do triunfo contra os flamenguistas: "em dia de jogo contra os grandes, o comércio fechava ao meio dia. Era uma festa para a cidade. Vinha gente de toda a região para assistir os jogos". Ao fim, aquele triunfo terminou como ponto alto de uma campanha encerrada sob discreto nono lugar.
Naquele estadual, Cacaio sobressaiu-se mesmo quando perdia, como em duelos contra o Botafogo - autor de gol em derrota de de 3-1, chegou a deixar Mauro Galvão "envolvido em todas as jogadas" em derrota de 1-0; em visita a São Januário para enfrentar o Vasco da Gama, foi a grande figura do Porto Alegre em revés de 3-0. Na vitória sobre o America, foi avaliado como o principal responsável, ao fornecer os cruzamentos para os dois gols de sua equipe. O clube rubro pensava em adquiri-lo para a disputa do Brasileirão de 1987. Contudo, em protesto por ter a campanha semifinalista de 1986 ignorada pelo Clube dos 13, que o deixara de fora da Copa União, o America abdicou de disputar o certame nacional de 1987, considerando humilhante sua alocação no Módulo Amarelo, visto como uma virtual "segunda divisão". Cacaio seguiu no Porto Alegre, inclusive para excursão por África e Oriente Médio.
Para a disputa do campeonato carioca de 1988, a aspiração do Porto Alegre era um sexto lugar. Contra o America, que naquele ano disputaria pela última vez a primeira divisão do Brasileirão, Cacaio tornou o ataque mais ágil ao substituir Luisinho das Arábias e forneceu a assistência para o único gol, no primeiro turno. na sequência dos principais jogos, foi o principal elemento do Porto Alegre em derrota para o Flamengo (3-0); marcou um dos gols em 2-2 com o Bangu, então recentemente vencedor da Taça Rio de 1987; com "dribles que agigantaram a torcida" e apontado como melhor em campo, teve desempenho de "quebrar a estrutura e o acerto" da defesa do Fluminense, a ponto de fazer o Tricolor sair "satisfeito" com empate em 1-1 em Itaperuna; levou "pânico" à defesa do Vasco da Gama em derrota de 1-0, sem que Mazinho conseguisse marca-lo; contra o Flamengo, protagonizou a jogada do primeiro gol, de Alcer. Nas palavras da imprensa, Jorginho "levava um banho de Cacaio", que, contudo, lesionou-se e viu o adversário vencer de forma custosa por 3-1, resultado creditado à sorte maior da equipe da capital. por fim, novamente destacou-se em outra vitória sobre o America, por 4-2: efetuou o cruzamento para o primeiro gol e sofreu o pênalti que Alcer converteu para assinalar o quarto.

### Flamengo, Santa Cruz e Itaperuna
Em agosto de 1988, Cacaio foi emprestado pelo Porto Alegre ao Flamengo, em negócio de 5 milhões de cruzados válido até julho do ano seguinte, em negociação solicitada diretamente pelo dirigente George Helal. Após boas atuações contra os grandes no certame estadual, esperava-se que Cacaio rendesse frutos, ainda que precisasse concorrer com Zinho, Bebeto e Alcindo no ataque flamenguista. Acabou por disputar somente duas partidas, ambas pelo Brasileirão daquele ano – vitória de 2-1 sobre o America no Maracanã e derrota de 1-0 para o Bahia na Fonte Nova, sem chegar a marcar gols. Foram válidas ainda pela 2ª e pela 4ª rodadas, respectivamente.
Contra o America, Cacaio foi utilizado pelo treinador Candinho para substituir Paulo Martins no decorrer da partida, mas sem haver tempo para que tocasse na bola, sequer recebendo nota da imprensa. Foi precismanente o primeiro jogo competitivo no qual o clube atuou sem qualquer remanescente do Mundial Interclubes de 1981. Contra o Bahia, futuro vencedor daquele Brasileirão, Cacaio também começou na reserva, vindo a substituir Luís Carlos. Foi reconhecido apenas por mostrar-se com esforço e disposição.
Embora ainda integrasse o elenco rubro-negro em janeiro de 1989, com o Brasileirão de 1988 ainda não finalizado, não se esperava que Cacaio permanecesse na Gávea, acertando-se a rescisão na primeira quinzena de fevereiro. Regressado ao Porto Alegre, reencontraria o Flamengo, novamente como adversário, ainda naquele mês, já pelo campeonato carioca de 1989. Com Cacaio de volta, o Porto Alegre chegou a ser vice-líder da Taça Guanabara naquela edição.
Temido publicamente por Mazinho antes de duelo ainda em fevereiro contra o Vasco da Gama, naquele mesmo mês Cacaio forneceu assistência para empate em 1-0 com o Botafogo. Demandando marcação simultânea de dois zagueiros em boa forma para poder ser anulado, foi, já em março, a figura do Porto Alegre que mais deu trabalho em derrota de 1-0 para o Fluminense. O pequeno clube viria a obter um histórico quinto lugar, a incluir vitória sobre o Flamengo; logo após o fim dessa campanha, o Porto Alegre originou o atual Itaperuna. Cacaio, considerando um dos principais pontas do futebol carioca, terminou na segunda quinzena de março negociado com o Santa Cruz, em empréstimo pactuado para até o final do ano.
O ponta chegou ao Recife a tempo de vencer o primeiro turno do campeonato pernambucano de 1989. Inclusive, integrou a seleção ideal do primeiro turno, junto ao colega Waldir Peres e o treinador Givanildo Oliveira, ambos também tricolores. Naquela fase do estadual, Cacaio destacou-se sobretudo em um primeiro clássico com o Náutico: em jogo já decisivo, além de provocar um pênalti, foi avaliado como de atuação que "contagiava", responsável por desmontar o esquema defensivo adversário.
Em um duelo seguinte contra o rival, acabaria lesionado em partida violenta, tendo a própria camisa rasgada. Já no segundo turno, Cacaio chegou a marcar um gol de bicicleta na vitória sobre o Sete de Setembro, além de empatar (em 1-1) aos 46 minutos do segundo tempo um clássico com o Sport.
Contra o Náutico, contudo, Cacaio viveu sequência de clássicos polêmicos: em um, no qual foi o mais perigoso jogador coral, o rival venceu na prorrogação em noite de arbitragem questionada pela expulsão de Waldir Peres. a imprensa também questionou a arbitragem em triunfo alvirrubro por 3-0, apontando-se a não-marcação de um pênalti devido aos tricolores com a partida ainda em 1-0 e a concessão de uma penalidade máxima ao "Timbu" exatamente no lance que renderia o segundo gol do lado vencedor; o rival venceria o segundo turno e acabaria campeão nas finalíssimas, nos primeiros dias de agosto. Àquela altura, por outro lado, a avaliação era de que o Santa havia chegado "longe demais" e que Cacaio foi ausência sentida, pois contundira o joelho direito ainda aos 15 minutos do jogo de ida (empatado) e terminou barrado pelos médicos de atuar no outro.
Embora a lesão fizesse Cacaio só conseguir voltar a jogar em setembro, já pela Série B de 1989, o Santa Cruz dispunha-se em arcar com os 150 mil cruzados novos para compra-lo em definitivo do Itaperuna. Apesar da eliminação no primeiro mata-mata, para o Treze, em noite na qual Cacaio foi bem anulado, o ponta era visto como a principal figura do elenco coral, a ponto de ser visto como o melhor em campo até mesmo em goleadas nas quais não fazia gols - como no 4-0 sobre o CSA, livrando-se de dois adversários antes de fornecer a assistência para o segundo gol e efetuando também o cruzamento que originou o quarto; ou ser quem jogava bem em alguma atuação coletivamente ruim dos pernambucanos. Contudo, ao fim da temporada, em dezembro, o Itaperuna viria a reavaliar o passe em 500 mil, inviabilizando a negociação.
Cacaio, regressado a Itaperuna para a disputa do campeonato carioca de 1990, chegou a ser recordado pelo lateral-esquerdo flamenguista Leonardo com a declaração “esse Cacaio é brabo”, logo antes de duelo entre os dois clubes. Pela nova agremiação, Cacaio também participou da Série B do Brasileirão daquele ano, no qual chamou atenção dos paraenses: marcou gols em dois jogos sobre o Remo - primeiramente, em empate em 1-1, dentro de Belém, em igualdade só alcançada pelo adversário já nos minutos finais do jogo. Posteriormente, também fez o segundo gol de vitória por 2-1, na partida em casa. Naquela Série B, o Itaperuna acabou igualado com o Sport na pontuação e em todos os critérios de desempate na vaga à fase semifinal, forçando um sorteio. O concorrente acabou contemplado e, adiante, terminaria campeão.

### Primeiro ciclo na dupla Re-Pa e no Guarani
Em 1991, chegou ao Pará, emprestado pelo Itaperuna ao Paysandu. Estabeleceu-se como artilheiro do “Papão” campeão, no primeiro semestre, da série B do Brasileirão, bem como também o goleador máximo do próprio campeonato.
Na primeira fase da trajetória, marcou duas vezes na estreia, um 4-2 sobre o Maranhão; o único no 1-0 sobre o Sampaio Corrêa, na segunda rodada, em São Luís; dois em 5-0 na quarta rodada, sobre o Rio Branco; dois sobre o arquirrival Remo, vencido por 3-0 em Re-Pa válido pela sétima rodada; e dois em 3-0 sobre o Rio Negro, pela décima rodada.
Após passar cinco jogos sem marcar, Cacaio anotou no jogo de volta das oitavas-de-final, contra o Ceará, em Fortaleza: o 1-1 classificou os paraenses, que já haviam vencido por 1-0 em Belém. Nos vinte anos do título nacional, em 2011, Cacaio enfatizaria aquela ocasião como talvez a mais especial da campanha: "lá tomamos uma pressão danada. Marcamos 1 a 0 e, no finalzinho, o Ceará empatou. Mesmo assim conseguimos (empatar). Esse jogo foi o da arrancada". Na sequência, o “Papão” foi derrotado no Rio Grande do Norte pelo ABC no jogo de ida das quartas-de-final, por 1-0, mas terminou classificado ao vencer os potiguares por 3-1, com Cacaio marcando duas vezes. Em um desses gols sobre o ABC, a emoção gerada foi tanta na torcida bicolor que um dos alambrados da Curuzu terminou caindo na comemoração.
Ele passou os três jogos seguintes sem marcar – as duas semifinais e a ida da decisão, contra o Guarani. E então fez seu 14º e último gol para abrir no Mangueirão a vitória de 2-0 sobre a equipe de Campinas, em 26 de maio, ainda que o treinador adversário, o antigo bicampeão mundial Pepe, houvesse ordenado marcação pessoal sobre o atacante. No lance, Cacaio aproveitou um lançamento na entrada da área e chutou forte, aos 21 minutos do segundo tempo. Aos 37, Dadinho fez o segundo, lance que desencadeou em reclamação generalizada dos visitantes e expulsão de cinco deles. Quase três décadas depois, relembrou: 
| “ | Teve um gosto especial, pois foi meu primeiro título como jogador profissional, mesmo tendo passado pelo Flamengo (...) e Santa Cruz (...), que também eram equipes de massa. Foi algo único, pelo meu ‘casamento’ com a torcida, virei ídolo de uma nação. Eu só agradeço a Deus por tudo | ” |

Após o título, Cacaio reforçou no início de julho o próprio Guarani, que o requistara junto ao Itaperuna inicialmente em empréstimo de 5 milhões de cruzeiros até o fim do ano. Em outubro, a equipe chegou a liderar seu grupo no campeonato paulista de 1991. Cacaio fazia com Tiba e Sonny Anderson (este, mais recuado) o trio de atacantes titulares da equipe de Vanderlei Luxemburgo, que foi semifinalista no estadual; Ao fim do ano, foi um dos quatro profissionais que reforçaram a equipe juvenil finalista do campeonato paulista da categoria, decidido exatamente contra a Ponte Preta.
Cacaio, visto então como um dos destaques do Guarani, teve, para o Brasileirão de 1992, seu passe comprado em definitivo – negociado em 200 mil dólares com o Itaperuna. Chegou a ser o melhor avaliado no clube em derrota de 3-0 exatamente para o Paysandu, em 11 de abril, o que não impediu homenagens preparadas pela torcida bicolor a ele, nem boatos de um retorno.
O regresso, com vistas para o campeonato paraense de 1992, chegou a ser anunciado em junho, com Cacaio acompanhado de outros jogadores cedidos pelo Guarani – Valdeir, Jura e Julimar. Os quatro chegaram a marcar gols em vitória amistosa de 5-1 sobre o Tiradentes, em 2 de julho. No mesmo mês, no dia 27, em outro amistoso, contra o Peñarol, Cacaio marcou os dois primeiros gols em vitória por 4-0. Treinados por Roque Máspoli, o goleiro do Maracanaço, tal como em famoso amistoso de 1965 no qual perderam de 3-0, os uruguaios sofreram ainda aos sete minutos o primeiro - em jogada na qual Cacaio livrou-se de três adversários e, embora perdesse a bola contra um quarto, a vira sobrar para Edil Highlander, que então atraiu a marcação a si; nessa disputa, a bola voltou a Cacaio, que então girou para acertar o gol vazio. Cacaio ampliou o placar logo aos dezesseis minutos, ao ganhar em contra-ataque a corrida contra um marcador, concluindo então na saída do goleiro Óscar Ferro.
Em outros amistosos ao longo de julho de 1992, Cacaio somou outros três gols, incluindo dois em vitória de 3-0 sobre o Moto Club, no dia 16. Já em 15 de agosto, em amistoso contra a seleção municipal de Abaetetuba, marcou seu último gol pelo Paysandu, em outra vitória por 3-0. Àquela altura, o campeonato paraense de 1992 já havia começado, mas sem que Cacaio fosse utilizado pelo "Papão"; ainda restavam pendências financeiras do clube com o Guarani, que faziam o ídolo se dispor a voltar a Campinas. Após três meses de indefinição, ao fim de agosto de 1992 o presidente do Guarani deliberou em dividir entre a dupla Re-Pa os quatro jogadores inicialmente emprestados ao Paysandu: Valdeir e Julimar permaneceram na Curuzu, por 50 mil, enquanto Jura e Cacaio foram direcionados por 100 mil ao Remo, ambos negócios em dólares.
Em 13 de setembro de 1992, Cacaio já fazia seu primeiro Re-Pa como remista, pelo estadual, em vitória azulina por 1-0. Embora sem ele, o Leão também venceu o clássico seguinte (também por 1-0), igualmente pelo estadual, e, ao empatar o subsequente (0-0, também sem ele), assegurou a conquista do primeiro turno. Porém, seu novo clube veio a sofrer quatro derrotas seguidas por 1-0 em novos dérbis no certame, ao longo do segundo turno e das duas finalíssimas. Nessas derrotas, Cacaio esteve na segunda, entrando no decorrer do clássico; e, como titular, na terceira. O “Papão” terminou campeão, encerrando um tricampeonato seguido do Remo.

### Novo destaque no Pará e idolatria no América-SP
Cacaio regressou ao Guarani e em fevereiro de 1993 foi emprestado ao América. A equipe da cidade de São José do Rio Preto  aspirava avançar à fase semifinal do campeonato paulista daquele ano, liderando o Grupo B do estadual. Cacaio destacou-se, logo firmando-se na artilharia do elenco e na idolatria da torcida. Ao fim de março, esteve a quatro gols da artilharia geral do certame: somava oito, contra doze de Evair, dez de Viola e nove de Raí. Quando somava onze gols, em meados de abril, Cacaio era o artilheiro do Grupo B. Contudo, o América perderia a liderança na reta final, eliminado ainda na fase de grupos na primeira quinzena de maio.
Para a sequência do primeiro semestre de 1993, Cacaio foi novamente emprestado pelo Guarani ao Remo; estreou precisamente em Re-Pa, já na nona partida do “Leão” no campeonato paraense de 1993, vencendo por 1-0 o ex-clube. O jogo seguinte, novamente o clássico, definiu o primeiro turno e Cacaio marcou na vitória de 3-1. Destacou-se, sobretudo, com três gols na goleada de 10-0 sobre o Tiradentes, além de fechar a goleada de 5-0 no Independente pelas semifinais do segundo turno. Os últimos gols de Cacaio foram dois em 4-1 sobre o Marituba. Cacaio só somou um gol a menos do que o artilheiro do certame, o tunante Ageu Sabiá, embora houvesse chegado no campeonato com o torneio já em andamento (o que lhe renderia lamentações). Contribuiu ainda com assistência ao gol do título, ao efetuar o cruzamento para cabeceio de Agnaldo no Re-Pa decisivo.
Para a disputa do Brasileirão de 1993, foi novamente reintegrado ao Guarani, embora sob expectativa de ser opção para o banco de reservas bugrino, ainda que acumulasse quatorze gols pelo América junto à vice-artilharia paraense como remista. De fato, Cacaio acabou de fora de boa parte da campanha alviverde, vetado pelo departamento médico devido a problemas urológicos.
No início de 1994, reforçou novamente o América para a disputa do campeonato paulista daquele ano, emprestado em 25 mil dólares pelo Guarani. Apesar dessa condição, chegou a enfrentar o próprio Bugre, inclusive construindo o contragolpe e fornecendo a assistência para o gol da vitória de virada por 2-1. Novamente, sobressaiu-se como artilheiro do elenco americano, com doze gols. Um deles empatou em pleno Pacaembu em 1-1 o duelo com o então líder Corinthians, que naquela ocasião promovia a reestreia do ídolo Casagrande. O América sagrou-se como a melhor equipe do interior, junto ao Bragantino.
Cacaio chegou a ser sondado pela equipe espanhola do Albacete, mas inicialmente permaneceu em São José do Rio Preto para a Série B do Brasileirão de 1994. Então, ao fim de setembro, teve seu empréstimo direcionado ao Criciúma, solicitado pelo treinador Lori Sandri para a campanha catarinense na Série A de 1994. Anotou quatro gols, incluindo o do empate em 2-2 contra o Remo dentro do Baenão, aproveitando um rebote e falha da zaga azulina aos 31 minutos do segundo tempo para marcar sobre o goleiro Clemer. Àquela altura, o time paraense vinha em bom momento, com duas vitórias seguidas fora de casa no grupo-repescagem. Contudo, o ex-clube de Cacaio acabaria declinando a ponto de terminar em penúltimo e rebaixado, precisamente por dois pontos a menos que o Criciúma, precisamente por dois pontos a menos que o Criciúma, salvo do descenso em campanha avaliada como razoável pelo bom retrospecto no estádio Heriberto Hülse. À altura da década de 2020, a edição de 1994 segue como última Série A com participação do Remo.
Cacaio voltou ao América para a disputa do campeonato paulista de 1995. Inicialmente, voltou a destacar-se, inclusive quando não fazia gols – como em duelo contra o Palmeiras, onde, no empate em 2-2, foi apontado como o melhor em campo ao construir as jogadas dos dois gols americanos, além de criar outras chances. Exibia um excelente futebol segundo a Folha de S.Paulo, recobrando dote de artilheiro na equipe comandada por Júlio César Leal. Porém, acabou lesionando o joelho e desfalcando por meses a equipe rio-pretana.
Também figurou no estadual de 1996 pelo América, no qual (com sete gols) foi vice-artilheiro do elenco, abaixo de Adriano; um dos seus gols, contra o Novorizontino (1-1, fora de casa), chegou a ser marcado com 45 segundos de jogo.

### Títulos de terceiras divisões
Para a Série C do Brasileirão de 1996, Cacaio defendeu o Vila Nova. Fez para a equipe do treinador Roberval Davino o último gol da complicada vitória de 5-3 sobre o Porto de Caruaru, duelo direto pelo acesso do “Tigrão” à segunda divisão, marcado por diversas viradas e empates no placar. Posteriormente, o Vila assegurou de modo invicto o título nacional.
Em 1997, já com o passe adquirido pelo América, chegou a ser sondado na pré-temporada pela Portuguesa Santista para o campeonato paulista daquele ano, mas a princípio permaneceu na equipe de São José do Rio Preto para o certame. No segundo bimestre, teve rápido retorno ao Pará, agora para defender o Bragantino. No campeonato paraense daquele ano, deixou gols nos seus dois duelos contra o campeão Remo, em derrotas no primeiro turno por 2-1 e por 4-1.
No início de março de 1999, marcou, na seletiva interiorana, o gol que deu a vaga ao Itaperuna para o campeonato carioca de 1999, em empate em 1-1 dentro de Cabo Frio contra a Cabofriense. No mesmo mês, rumou ao Araçatuba, disputando o chamado "torneio da morte" da primeira divisão paulista daquele ano.
Em maio, o Araçatuba o negociou com o Pelotas. Teve uma boa estreia, contra o Caxias do técnico Tite: em vitória por 1-0, forneceu em cruzamento a assistência para o único gol e também sofreu um pênalti que terminaria desperdiçado por outro colega. Já para a Série C do Brasileirão, rumou ao vizinho Brasil, inclusive marcando de cabeça, aos 42 minutos do segundo tempo no Bento Freitas, o único gol de novo duelo contra o Caxias de Tite.
Em 2000, foi um dos principais artilheiros do título do Nacional na Série A3 do campeonato paulista. A equipe paulistana foi campeã em decisão contra o Garça, ao fim de julho, no estádio adversário.

### Final
Em 2001, Cacaio defendeu o Treze, pelo qual chegou, em março, a marcar os dois gols de vitória sobre o Athletico Paranaense por 2-0 pela Copa do Brasil daquele ano, embora o adversário viesse a conseguir devolver o placar e avançar nos pênaltis no jogo da volta. Em abril, enquanto o clube da cidade de Campina Grande disputava ainda o início do primeiro turno do campeonato paraibano de 2001, Cacaio deixou gols na Copa do Nordeste ocorrida em paralelo: marcou gols sobre o Sergipe (o último em vitória de 3-2), CSA (empatando em 1-1) e Ceará, fazendo o segundo em vitória de 2-1.
No estadual, apenas em maio é que começaram os mata-matas do primeiro turno, vencido pelo Treze. Adiante, o clube também venceria, já em agosto, o segundo turno, garantindo o título paraibano de 2001; Cacaio, contudo, já não participou da partida final. Ainda em 2001, ele foi jogar no Noroeste, clube de Bauru que disputava então a Série A3 do campeonato paulista. Seu último clube como jogador, também no interior de São Paulo, foi o Garça, em 2002.

## Treinador
Seu primeiro trabalho como treinador deu-se em 2005, no Itaperuna. Até 2011, já havia treinado, também no Rio de Janeiro, o Americano; e, no Espírito Santo, equipes de São José do Calçado e do Serra.
Como treinador, teve seu primeiro trabalho paraense no Cametá, que o contratou ao fim de 2011. Cacaio foi anunciado como grande atração e prometia título, enfatizando a má fase da dupla Remo e Paysandu, nenhum deles campeão paraense naquele ano.
Com efeito, o Cametá se sagraria campeão paraense em 2012, em título histórico pelo ineditismo à equipe e também por ter sido a centésima edição do torneio. No primeiro turno, o clube chegou a vencer por 2-1 o Paysandu em plena Curuzu e por 3-0 a Tuna Luso, saindo-se invicto também contra o Remo (2-2). A equipe do interior venceu esse turno, mas entrou em declínio que fez Cacaio acabar por deixar o time após derrota de 3-0 para o Águia de Marabá, a dois jogos do fim do segundo turno; Sinomar Naves já era o treinador nas vitoriosas finalíssimas contra o Remo. Mesmo saindo antes, Cacaio foi reconhecido como responsável por montar a base do elenco vencedor e declarou-se grato pela oportunidade.
Em 2013, voltou ao Pará para inicialmente comandar a Tuna Luso, desempenhando um bom segundo turno no estadual daquele ano, ainda que não evitasse o rebaixamento. Na sequência do ano, outra equipe paraense, o Paragominas, contratou-o visando a disputa da Série D de 2013. Cacaio, àquela altura, não disfarçava o desejo de futuramente vir a treinar Remo e Paysandu - "não como um ex-atleta, mas como um cara que trabalha, que não vai só para tapar um buraco". Cacaio trabalhou no campeonato paraense de 2014 como treinador do Santa Cruz de Cuiarana.
Ele estava regressado ao Cametá quando acabou contratado pelo Remo, em 2015. Ainda no "Mapará", Cacaio havia sido semifinalista do campeonato paraense de 2015. O Remo, por sua vez, demitira seu treinador após ser derrotado por 3-1 no Re-Pa e acabar ameaçadíssimo de não garantir calendário oficial para o restante do ano caso não vencesse o segundo turno e o torneio como um todo. O "Leão" inclusive corria também risco de rebaixamento no próprio estadual.
Em paralelo, nas semifinais da Copa Verde de 2015, Cacaio e o Remo conseguiram reverter derrota de 2-0 no jogo de ida para o arquirrival Paysandu ao vence-lo pelo mesmo placar no jogo da volta e avançar nos pênaltis. O “Leão” ainda não havia vencido o Re-Pa em três disputados naquele ano e, oito dias depois, pelo estadual, novamente venceu o rival pelas semifinais, ali válidas pelo segundo turno: foi por 2-1 e adiante terminaria campeão paraense.
O Remo, posteriormente, acabou sofrendo vice-campeonato traumático na Copa Verde para o Cuiabá, inesperadamente campeão, uma vez que fora derrotado por 4-1 no Mangueirão e então soube vencer por 5-1 no Mato Grosso. Cacaio permaneceu para a disputa da Série D de 2015 e, superando desconfianças, conseguiu garantir um acesso festejado, encerrando seis anos seguidos sem que o “Leão” tivesse assegurada uma participação na própria quarta divisão; além do acesso, desfrutava de 70% de aproveitamento de pontos, taxa mais alta entre os treinadores remistas desde o rebaixamento sofrido em 2008 na terceira divisão. Contudo, ainda em 2015, desentendimentos com a diretoria e propostas do futebol nordestino fizeram com que treinador e clube não renovassem o contrato.
Em dezembro de 2016, foi recontratado pelo Paragominas. Chegou a deixa-lo em fevereiro de 2017, mas foi recontratado ainda naquele ano, em dezembro. Novamente, permaneceu até fevereiro do ano seguinte.
Em outubro de 2019, foi contratado pelo Bragantino, inicialmente como auxiliar técnico de Robson Melo. Nesse outro clube paraense, Cacaio assumiu o cargo de treinador em março de 2020, permanecendo no cargo ao longo do ano. Desligou-se dali em março de 2021, diante de dificuldades financeiras atravessadas pelo "Braga" em meio à ociosidade forçada por um dos lockdowns do Brasil em 2021 necessários ao combate à pandemia local de COVID-19. Cacaio acertou então com o Castanhal, que buscava um substituto a Artur Oliveira.
No Castanhal, obteve 61,1% de aproveitamento de pontos em 2021, com quinze vitórias, dez empates e cinco derrotas entre partidas pelo campeonato paraense, Copa Verde e Série D daquele ano. Embora não superasse mata-matas, teve o contrato renovado; o "Japiim" havia sido 4º colocado no estadual e realizado a melhor campanha geral da primeira fase do torneio nacional. Contudo, um início ruim no estadual de 2022 ocasionou na saída de Cacaio após quatro partidas.
Em 2023, trabalhou no primeiro semestre no Ponte Nova, time amador do município fluminense de São José de Ubá, com o qual disputou a Super Copa Noroeste de 2023. No segundo semestre, assumiu a equipe sub-17 do São José de Itaperuna.

## Títulos

### Como jogador
- Individual: artilharia do Campeonato Brasileiro de Futebol - Série B - 1991 (14 gols)
- Paysandu: Campeonato Brasileiro de Futebol - Série B - 1991
- Remo: Campeonato Paraense de Futebol - 1993
- Vila Nova: Campeonato Brasileiro de Futebol - Série C - 1996
- Nacional: Campeonato Paulista de Futebol - Série A3 - 2000.
- Treze: Campeonato Paraibano - 2001

### Como treinador
- Cametá: Campeonato Paraense de 2012
- Remo: Campeonato Paraense de 2015